# Євпаторія (футбольний клуб)
Футбольний клуб «Євпаторія» — український аматорський футбольний клуб з однойменного міста Криму, заснований у 2015 році. Виступає у Чемпіонаті та Кубку Криму. Домашні матчі приймає на стадіоні «Арена-Крим», місткістю 2 000 глядачів.

## Досягнення
- Чемпіонат Криму
  - Чемпіон: 2018
  - Бронзовий призер: 2017
- Кубок Криму
  - Володар: 2017.